# Професионална гимназия по химични технологии „Акад. Н. Д. Зелинский“
Професионална гимназия по химични технологии „Акад. Н. Д. Зелинский“ е средно училище в град Бургас.

## История
Техникум по индустриална химия е открит в града на 1 септември 1960 г. Три години по-късно е открита и сградата на училището. От 1960 до 1967 г. техникумът приема курсисти със завършено средно образование и се обучават в двегодишен квалификационен курс. Наименованието на училището се променя с Постановление № 44 на Министерския съвет от 19 март 1991 г.

## Директор
- Жулиета Ценкова

## Профили
- Системно програмиране
- Икономическа информатика
- Технология на фармацевтични и парфюмерийно-козметични продукти
- Екология и опазване на околната среда
- Електронна търговия
- Технологичен и микробиологичен контрол